# Fairey Seafox
A Fairey Seafox a Brit Királyi Haditengerészet úszótalpas könnyű felderítő vízirepülőgépe volt az 1930-as években és a második világháború elején. Hajófedélzeti gőzkatapulttal volt indítható. Összesen 66 darabot építettek belőle, melyből kettő kerekes futóművel lett ellátva (a K4305 lajstromú 2. prototípus).

## Története
A Seafox-ot a Brit Légiközlekedési Minisztérium S.11/32-es rendeletének – a haditengerészeti cirkálók, gőzkatapulttal indítható felderítő/megfigyelő gépekkel való felszerelése – megfelelően tervezték. A prototípus 1936-ra készült el és 1938-ban elkezdődött a gépek gyártása is. Az első példányokkal a Haditengerészet 700. századát szerelték fel.
A repülőgép törzse teljesen fém, ún. Alclad alumínium, csővázas térrács szerkezetű (monocoque), kétfedelű. A szárnyakat csak a belépőélen látták el fémburkolattal, a többi felületet vászonnal borították be. A szárnyfelek a törzscsatlakozásnál oldható kötéssel kapcsolódtak, mellyel azok hátra hajthatóak voltak. A felső szárnyfeleken Handley Page-orrsegédszárnyakat helyeztek el, a törzshöz közelebbi részeken pedig Fairey-fékszárnyakat mindkét szárnyon.
A gép meghajtásáról egy 16 hengeres, léghűtéses Napier Rapier motor gondoskodott, mely 171 km/h maximális sebességet biztosított 708 km hatótávolságon.
A Seafox-ot kritikák érték alacsony teljesítménye, gyenge motorhűtése és a kellőnél nagyobb leszállási sebessége miatt. A Fairey Swordfish és a Supermarine Walrus váltotta fel a szolgálatból.

## Üzemeltetési története
A Seafox-ok 1937-ben már szolgálatban álltak a Haditengerészetnél, a Kelet- és Nugyat-Indiai-óceánon, Dél Afrikánál és a Földközi tengeren szolgálatot teljesítő hajókon. Egy hadihajón egy, legfeljebb két ilyen repülőgép állomásozott. 1939-ben a típus szerepet vállalt a német zsebcsatahajó, az Admiral Graf Spee elleni hajtóvadászatban és a La Plata-i csata előtt annak felderítésében segédkeztek a York osztályú HMS Exeter és a Leander osztályú HMS Ajax fedélzetéről.
Szolgálatban maradtak egészen az 1943-as évben is. Olyan cirkálók alkalmazták (Leander osztály) katapultokról mint az HMS Emerald, a HMS Neptune, az HMS Orion, az HMS Ajax, az HMS Arethusa és a HMS Penelope, illetve a felfegyverzett teherszállítók mint HMS Pretoria Castle, az HMS Asturias és az HMS Alcantara.

## Üzemeltetők

### Brit Flottalégierő
- 700 Naval Air Squadron
- 702 Naval Air Squadron
- 703 Naval Air Squadron
- 713 Naval Air Squadron
- 714 Naval Air Squadron
- 716 Naval Air Squadron
- 718 Naval Air Squadron
- 754 Naval Air Squadron
- 764 Naval Air Squadron
- 765 Naval Air Squadron
- 773 Naval Air Squadron

## Technikai adatok
- Hossz: 10,0 m
- Fesztávolság: 12,2 m
- Magasság: 3,7 m
- Szárnyfelület: 40,3 m²
- Legénység: 2 fő
- Motor: Napier Rapier VI piston, 280 kW (380 LE)
- Maximális sebesség: 200 km/h
- Fegyverzet:
  - 1 db 7,7 mm-es MG géppuska
- Tömeg: 1726 kg (üresen); 2458 kg (harckészen)
- Csúcsmagasság:
- Szolgálati magasság: 3350 m
- Hatótávolság: 710 km

## Külső hivatkozások
- Fairey Seafox – airwar.ru
- Flight (1937. december 9., 570–574. o.): For light reconnaissance – flightglobal.com

- British Aircraft Directory Archiválva 2007. szeptember 27-i dátummal a Wayback Machine-ben
- British Aircraft of World War II